# Fortaleza de Gori
La Fortaleza de Gori ( en georgiano: გორის ციხე, "Goris Tsikhe") es una ciudadela medieval en Georgia, situada sobre la ciudad de Gori en una colina rocosa. 

## Historia
Aparece por primera vez en los registros del siglo XIII, pero la evidencia arqueológica muestra que el área ya había sido fortificada en los últimos siglos antes de Cristo. La fortaleza controlaba las principales rutas estratégicas y económicas y albergaba una gran guarnición. En el siglo XVI, los otomanos capturaron la fortaleza para abatir Tiflis. En 1598 los georgianos la sitiaron en vano; en 1599 fingieron una relajación del sitio para la Cuaresma antes de lanzar un ataque sorpresa por la noche para recuperar la ciudadela.  La fortaleza continuó cambiando de manos entre los georgianos y persas durante el siglo XVII.
La ciudadela adquirió la forma actual bajo los reyes georgianos Rustam de Kartli en la década de 1630 y Heraclio II en 1774. Después de la anexión rusa de Georgia en 1801, la fortaleza fue guarnecida por un batallón de granaderos rusos, pero su importancia disminuyó gradualmente y las fortificaciones desaparecieron. La Enciclopedia Británica Metropolitana informó en 1845: 

At the foot of a chain of low sandstone hills stands the Town and Fortress of Gori, (perhaps the Gursenna of Strabo,) the next place in magnitude and importance to Tiflis. The Castle, an oblong, 200 paces in length, placed sixteen fathoms above the level of the Liakhvi, running at the foot of the hill on which it stands, is now abandoned, a Chapel in its South-Eastern angle being the only part in use.
Al pie de una cadena de colinas bajas de arenisca se encuentra el Pueblo y la Fortaleza de Gori, (tal vez el  Gursenna  de Strabo,) el siguiente lugar en magnitud e importancia para Tiflis. El castillo, un oblongo, de 200 pasos de longitud, se colocó dieciséis brazas por encima del nivel del Gran Liakhvi, corriendo al pie de la colina en la que se encuentra, ahora está abandonado, una capilla en el ángulo suroriental es la única parte en uso.

La fortaleza de Gori fue dañada significativamente por el terremoto de 1920. La estructura mejor conservada es Tskhra-kara ("Nine-gated"), que mira hacia el oeste, y está adyacente a las paredes suplementarias del sur y el este.

## Galería

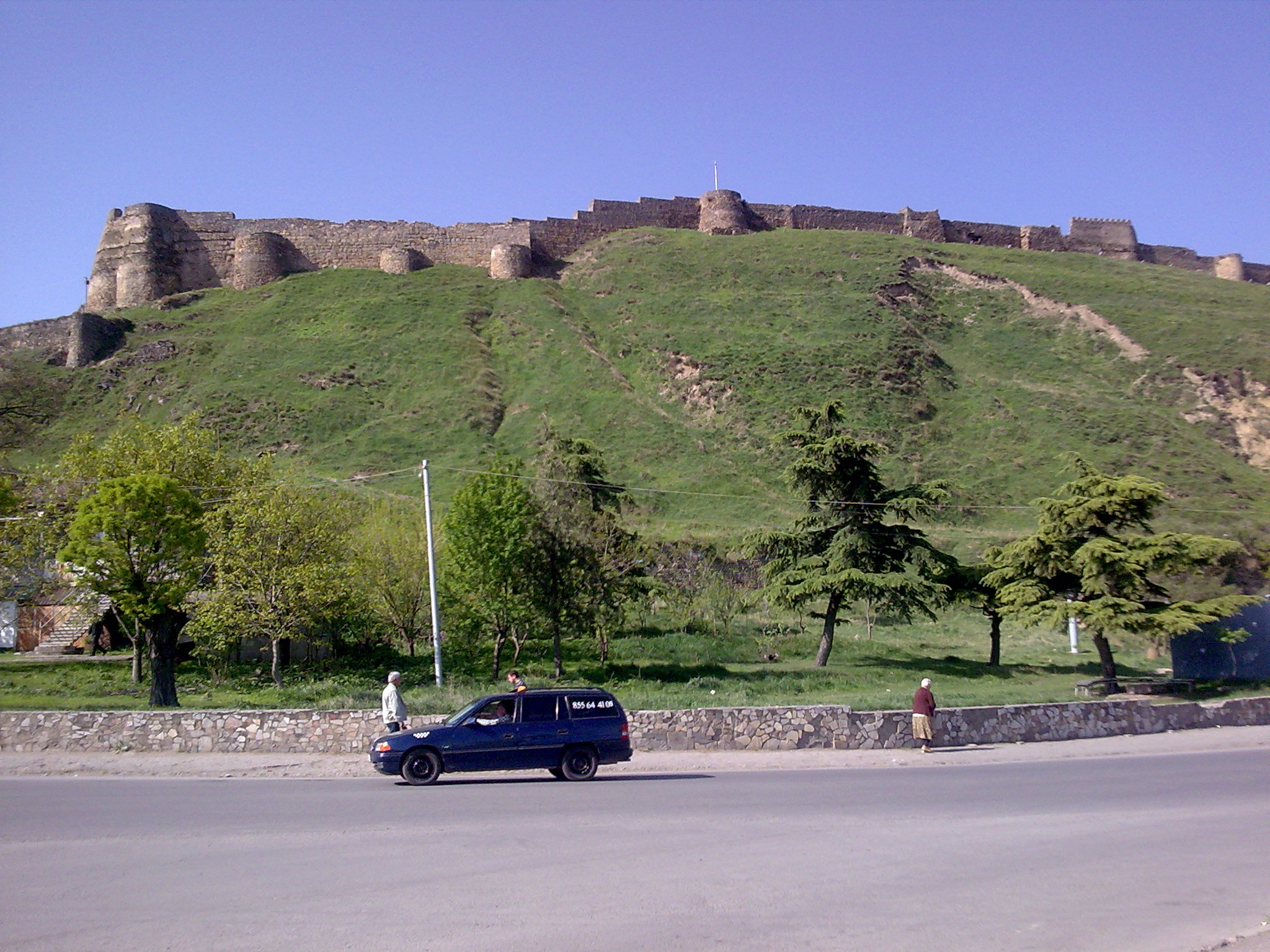
Fortaleza de Gori desde el lado norte.